# Anatolio Demidoff
Anatolio Demidoff (in russo Анатолий Николаевич Демидов?; Firenze, 17 aprile 1812 – Parigi, 29 aprile 1870) è stato un imprenditore russo, e primo Principe di San Donato.

## Biografia

### Giovinezza

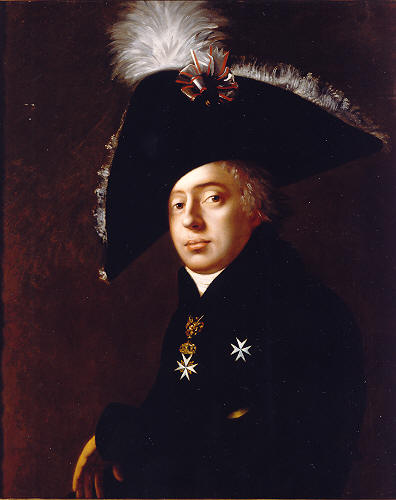
Il conte Nicola Demidoff in un ritratto del XIX secolo.

Figlio del ricchissimo ambasciatore Nicola Demidoff, era fratello di Paolo Demidoff. Fu uno dei Demidoff più attivi e seguiva sia i suoi interessi nelle industrie di armi di famiglia in Russia, sia l'arte europea (fu committente di Paul Delaroche e Eugène Delacroix), sia i suoi interessi a Firenze, sua patria d'adozione.
A 24 anni prese parte a una spedizione scientifica che intendeva mappare le zone russe di recente acquisizione verso sud, come la Moldavia e la Crimea.

### Imprenditore
Con la morte del padre (1828) si ritrovò a capo del più grande impero industriale russo nel campo delle armi, mine e munizioni, con 15 villaggi-stabilimento e nove fabbriche nella zona degli Urali, con uno stratosferico appannaggio annuo di circa 5 milioni di rubli. Fu un grande industriale e durante la sua gestione il livello di affari della sua industria crebbe del 32%. Sua consuetudine era quella di mandare i dirigenti dei suoi stabilimenti a formarsi in Inghilterra e in Francia, dove era più sviluppata la cultura aziendale e capitalistica.

### Matrimonio

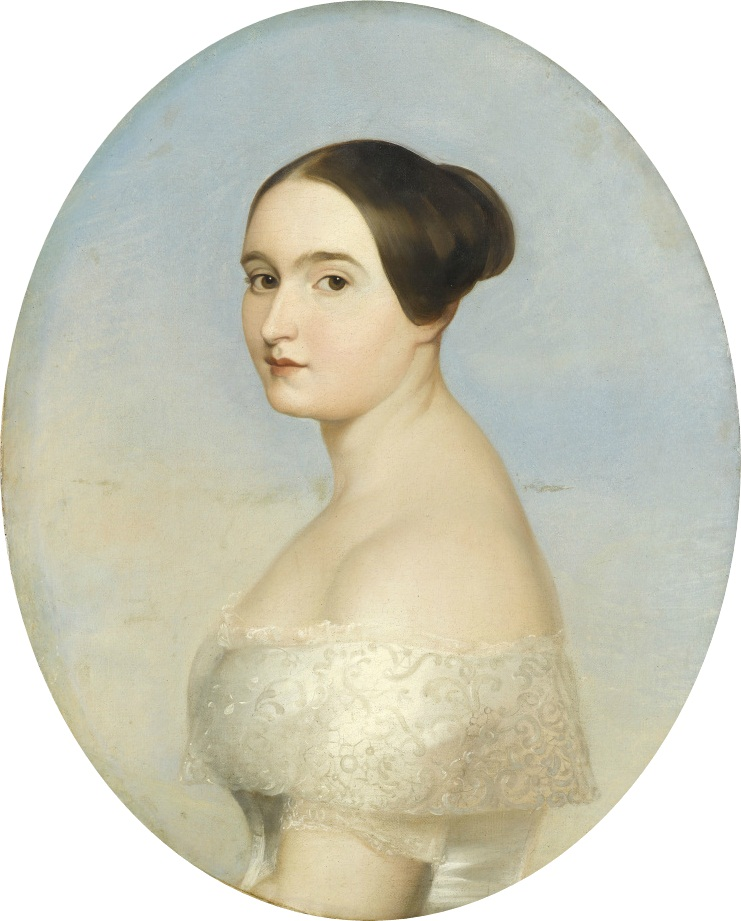
La principessa Matilde Bonaparte in un ritratto di Frederick W. Watts (copia da un originale di Giuseppe Bezzuoli del 1840).

Nel 1840 si sposò con la principessa Matilde Bonaparte, figlia del re Girolamo Bonaparte, già suo padrino e ospite della sua famiglia. 
L'unione fu burrascosa e durò solo sei anni, durante i quali non ebbero nessun figlio. Nonostante questo spiacevole episodio, Anatolio fu sempre un devoto napoleonico e nel 1851 acquistò la Villa napoleonica di San Martino, all'Isola d'Elba e vi realizzò un museo. Sotto la villa eresse un ampio salone espositivo in stile neoclassico, oggi chiamato Galleria Demidoff.

### Principe di San Donato

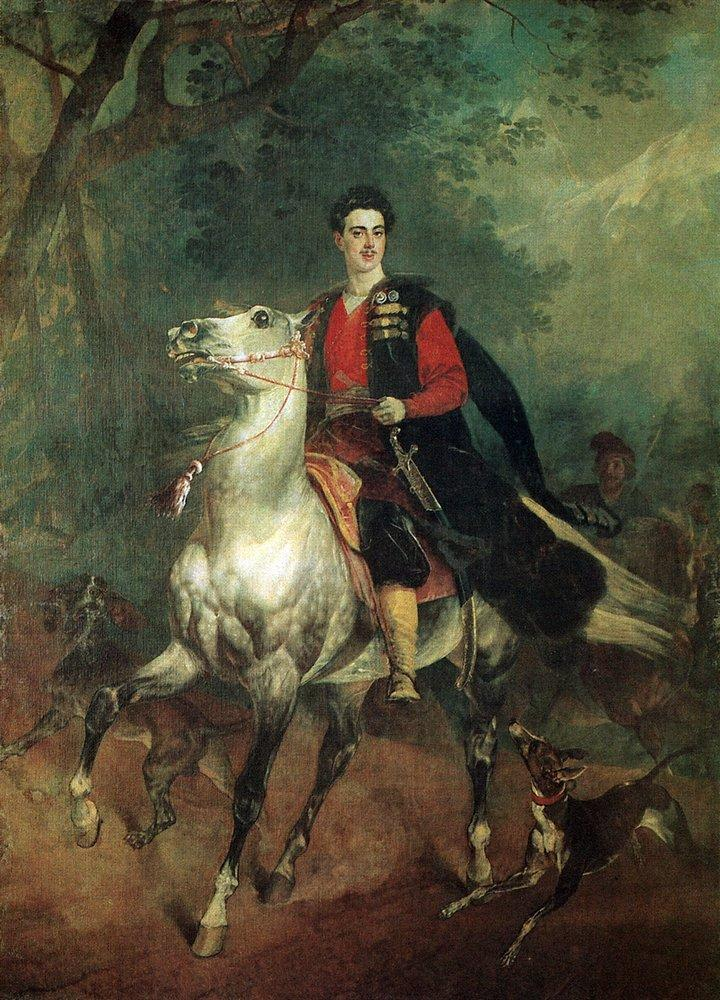
Il principe Anatolio Demidoff in un ritratto equestre di Karl Brjullov (1831, Palazzo Pitti, Firenze).

Anatolio fu creato Principe di San Donato da Leopoldo II di Toscana nel 1840, per fare in modo che potesse sposare Matilde Bonaparte senza che lei perdesse il suo titolo di Principessa.
Il titolo non fu mai riconosciuto in Russia. Fu chiamato così in onore di Villa San Donato, la villa della famiglia Demidoff a Firenze.

### Morte
Il Principe morì a Parigi il 29 aprile 1870 senza aver avuto figli, di conseguenza il titolo passò al nipote Paolo.

## Interessi artistici e sportivi
Fu tra i primi estimatori della nascente arte romantica e sostenne pittori francesi e russi (Karl Brjullov, Paul Delaroche, Eugène Delacroix, Eugène Lami e Auguste Raffet): fu inoltre tra i migliori clienti della prestigiosa gioielleria Chaumet di Parigi.
A Firenze fu nel 1850 presidente della Società Anonima Fiorentina che organizzava le corse di cavalli presso l'ippodromo "Le Cascine" il cui tracciato era inizialmente sul "prato del Quercione" e venne in seguito spostato in quello del Visarno. Fu il committente del gruppo statuario di Lorenzo Bartolini dedicata al padre, che, dopo la donazione alla città, si trova in piazza Demidoff. 
Fu inoltre il committente della statua, sempre di Lorenzo Bartolini, dedicata a Pio IX e oggi conservata alla Reggia di Caserta, modellata a Roma nel 1847 e scolpita in marmo a Firenze il 21 luglio 1849, come recita l'iscrizione sul retro della statua.